# ヤアクーブ・イブン・ターリク
ヤアクーブ・イブン・ターリク（Yaʿqūb ibn Ṭāriq, 796年頃歿）は、8世紀のバグダードで活動した天文学者、数学者である。

## 生涯
活動時期はアッバース朝二代目カリフ、マンスール（在位: 754年 - 775年）の治世期にあたる。おそらくは、プトレマイオスの天文理論のことは知らなかったようである。使用する暦は、30日をひと月として、第8番目の月であるアーバーン月に閏日を置くゾロアスター教暦である。
Tarkīb al‐aflāk と題する、天体の位置や位置関係といった宇宙構造に関する著書を書いた。11世紀の博学者ビールーニーは著書『インド誌』の中で、Tarkīb al‐aflāk において主張されている天体の大きさや距離を表にしてまとめている。ビールーニーによれば、ヤアクーブ・イブン・ターリクが与えた地球の半径は 1,050 ファルサフ、月と水星の直径は 5,000 ファルサフ（地球半径の 4.8 倍）、その他の天体（金星、太陽、火星、木星、土星）の直径は 20,000 ファルサフ（地球半径の 19.0 倍）とのことである。ヤアクーブは、各惑星はそれぞれが6つの天球に紐づけられ、太陽は2つの、月は3つの天球を有する、と書いており、周転円について述べている。各天体の（見かけの天球上の）経度および近地点遠地点の座標はイラン・ペルシアで編纂された Zīǧ aš-šāh （『シャーのズィージュ』）に載っているものを用いる一方で、月相の計算にはインド天文学（ジョーティシャ）の手法を用いている。
10世紀イラクのキリスト教徒占星術師、イブン・ヒビンターの著作には、ヤアクーブが太陽や星の位置に基づいて、いろいろな場所の緯度を測定したという、ヤアクーブ・イブン・ターリクに関する言及がある。

## 著作
ヤアクーブ・イブン・ターリクの著作とされている文献には次のものがある:
- Zīj maḥlūl fī al‐Sindhind li‐daraja daraja （『角度計算の解法のためのシンドヒンドにおけるズィージュ』）
- Tarkīb al‐aflāk （『球の配列』）イブン・ヒビンターの著作により内容が部分的に伝わる[8]。
- Kitāb al‐ʿilal （『根拠の書』）
- Taqṭīʿ kardajāt al‐jayb （『ジャイブのカルダジャの分配』）三角法に関する。
- Mā irtafaʿa min qaws niṣf al‐nahār （『経線の弧に沿う仰角』）

Al‐maqālāt （『複数の章』）という占星術書の著者がヤアクーブ・イブン・ターリクの名に帰せられているが、信頼性は低い。
ヤアクーブ・イブン・ターリクのズィージュは、サンスクリット語の文献に基づいて、770年ごろに制作された。その文献はカリフ・マンスールの宮廷にインドから献上されたもので、おそらくは『ブラーフマスピュタシッダーンタ』と考えられる。また、それを携えてインドからやってきたインドの天文学者の名前は「カンカフ」と伝わっている。

## 発展資料
- Hogendijk, Jan P. (1988). “New Light on the Lunar Crescent Visibility Table of Yaʿqūb ibn Ṭāriq”. Journal of Near Eastern Studies 47 (2):  95–104. doi:10.1086/373260. JSTOR 544381.
- Kennedy, E. S. (1968). “The Lunar Visibility Theory of Yaʿqūb Ibn Ṭāriq”. Journal of Near Eastern Studies 27 (2):  126–132. doi:10.1086/371945. JSTOR 543759.
- Pingree, David (1968). “The Fragments of the Works of Yaʿqūb Ibn Ṭāriq”. Journal of Near Eastern Studies 27 (2):  97–125. doi:10.1086/371944. JSTOR 543758.
- Steinschneider, Moritz (1870). “Zur Geschichte der Uebersetzungen aus dem Indischen in's Arabische und ihres Einflusses aus die arabische Literatur”. Zeitschrift der Deutschen Morgenländischen Gesellschaft 24:  332.
- Suter, Heinrich (1900) (ドイツ語). Die Mathematiker und Astronomen der Araber und ihre Werke. Leipzig: Teubner. p. 4. OCLC 230703086